# Ulrike Peter
Ulrike Peter (* 31. Dezember 1966 in Schwerin) ist eine deutsche Numismatikerin.
Ulrike Peter studierte von 1985 bis 1990 an der Lomonossow-Universität Moskau. Es folgte ab 1990 ein Promotionsstudium an der Humboldt-Universität zu Berlin. Hier wurde sie 1994 mit der Arbeit Politische und wirtschaftliche Hintergründe der Münzprägung thrakischer Dynasten (5.–3. Jh. v.Chr.) promoviert. Seit 1992 arbeitete sie als Wissenschaftliche Assistentin neben Edith Schönert-Geiß für das Corpuswerk Griechisches Münzwerk an der Berlin-Brandenburgischen Akademie der Wissenschaften (BBAW). Von 1998 bis zum Auslaufen nach mehr als 120 Jahren im Jahr 2003 war Peter in Nachfolge Schönert-Geiß' Arbeitsstellenleiterin des Griechischen Münzwerks. 1999 weilte sie als Inhaberin eines Colin Kraay scholarships in Oxford. Von 1999 bis 2002 koordinierte sie zudem die an der Akademie angesiedelte Balkan-Initiative der Berliner und Brandenburger Wissenschaft. Seit 2007 ist Peter Wissenschaftliche Mitarbeiterin am Projekt Census of Antique Works of Art and Architecture Known in the Renaissance der BBAW. Zwischen 2009 und 2012 koordinierte sie das vom Bildungsministerium finanzierte Forschungsnetzwerk Translatio nummorum – The perception of classical antiquity via ancient coins by antiquaries in the Renaissance. Seit 2013 leitet sie mit Bernhard Weisser vom Münzkabinett Berlin das von der Deutschen Forschungsgemeinschaft geförderte Projekt Corpus Nummorum Online.
Peters Forschungsschwerpunkte liegen in der Numismatik des antiken Thrakiens sowie der Rezeption der antiken Münzen in der Renaissance. Sie ist Mitarbeiterin des Exzellenzcluster Topoi. Sie ist Fachvertreterin der Akademien in der Numismatischen Kommission der Länder in der Bundesrepublik Deutschland. Für den Neuen Pauly schrieb sie knapp 40 Beiträge.

## Schriften
- Die Münzen der thrakischen Dynasten (5. - 3. Jahrhundert v.Chr.). Hintergründe ihrer Prägung. Akademie, Berlin 1997, ISBN 3-05-003132-8 (Dissertation).
- Herausgeberin: Stephanos nomismatikos. Edith Schönert-Geiss zum 65. Geburtstag. Akademie, Berlin 1998, ISBN 3-05-003294-4.
- mit Maria Radnoti-Alföldi und Holger Komnick: Griechisches Münzwerk. Berlin-Brandenburgische Akademie der Wissenschaften, Berlin 2001.
- Herausgeberin mit Stephan Seidlmayer: Mediengesellschaft Antike? Information und Kommunikation vom alten Ägypten bis Byzanz. (= Berichte und Abhandlungen der Berlin-Brandenburgischen Akademie der Wissenschaften, Sonderband 10), Akademie, Berlin 2006, ISBN 978-3-05-003865-0.
- Herausgeberin mit Bernhard Weisser: Translatio nummorum. Römische Kaiser in der Renaissance. Akten des internationalen Symposiums Berlin 16. - 18. November 2011. (= Cyriacus, Band 3), Rutzen/Harrassowitz, Mainz und Ruhpolding/Wiesbaden 2013, ISBN 978-3-447-06902-1.

## Einzelbelege
1. ↑  Dr. Ulrike Peter, Fachgebietsvertreter für: Akademien

| Personendaten    | Personendaten           |
| ---------------- | ----------------------- |
| NAME             | Peter, Ulrike           |
| KURZBESCHREIBUNG | deutsche Numismatikerin |
| GEBURTSDATUM     | 31. Dezember 1966       |
| GEBURTSORT       | Schwerin                |